# Campeonato Europeu de Futebol de 1984
A sétima (7ª) edição do Campeonato Europeu de Futebol (Euro 84) realizou-se no ano de 1984, tendo como anfitriã a França. O torneio final decorreu entre 12 de junho e 27 de junho.
O "Patricio", de autoria de Raul de Carvalho, foi a mascote que representou Portugal no Europeu de 1984, tendo sido esta a pensar no povo português que já nessa época tinha emigrado para a França.  

## Estádios
| \| Lens Paris Estrasburgo Nantes Lyon Saint-Étienne Marselha \| |                         |                    |  |
| Paris                                                           | Marselha                |                    |  |
| Parc des Princes                                                | Stade Vélodrome         |                    |  |
| Capacidade: 48,360                                              | Capacidade: 55,000      |                    |  |
|                                                                 |                         |                    |  |
| Lyon                                                            | Saint-Étienne           |                    |  |
| Stade de Gerland                                                | Stade Geoffroy-Guichard |                    |  |
| Capacidade: 51,860                                              | Capacidade: 48,274      |                    |  |
|                                                                 |                         |                    |  |
| Lens                                                            | Nantes                  | Estrasburgo        |  |
| Stade Félix-Bollaert                                            | Stade de la Beaujoire   | Stade de la Meinau |  |
| Capacity: 49,000                                                | Capacity: 52,923        | Capacity: 42,756   |  |
|                                                                 |                         |                    |  |
| Lens Paris Estrasburgo Nantes Lyon Saint-Étienne Marselha       |                         |                    |  |

## Primeira Fase

### Grupo A
| Selecção   | J | V | E | D | GM | GS | +/- | Pts |
| ---------- | - | - | - | - | -- | -- | --- | --- |
| França     | 3 | 3 | 0 | 0 | 9  | 2  | +7  | 6   |
| Dinamarca  | 3 | 2 | 0 | 1 | 8  | 3  | +5  | 4   |
| Bélgica    | 3 | 1 | 0 | 2 | 4  | 8  | −4  | 2   |
| Iugoslávia | 3 | 0 | 0 | 3 | 2  | 10 | −8  | 0   |

| 12 de junho de 1984 | França      | 1 – 0     | Dinamarca | Estádio Parc des Princes, Paris      |
| 20:30               | Platini 78' | Relatório |           | Público: 47,570 Árbitro: Volker Roth |

| 13 de junho de 1984 | Bélgica                    | 2 – 0     | Iugoslávia | Stade Félix Bollaert, Lens                |
| 20:30               | Vandenbergh 28' · Grün 45' | Relatório |            | Público: 40,000 Árbitro: Erik Fredriksson |

| 16 de junho de 1984 | França                                                  | 5 – 0     | Bélgica | Stade de la Beaujoire, Nantes          |
| 17:15               | Platini 4' 74' (g.p.) 89' · Giresse 33' · Fernandez 43' | Relatório |         | Público: 51,359 Árbitro: Bob Valentine |

| 16 de junho de 1984 | Dinamarca                                                          | 5 – 0     | Iugoslávia | Stade de Gerland, Lyon                         |
| 20:30               | Arnesen 8' 69' (g.p.) · Berggreen 16' · Elkjær 82' · Lauridsen 84' | Relatório |            | Público: 34,745 Árbitro: Augusto Lamo Castillo |

| 19 de junho de 1984 | França              | 3 – 2     | Iugoslávia                           | Stade Geoffroy-Guichard, Saint-Étienne |
| 20:30               | Platini 59' 62' 77' | Relatório | Šestić 32' · D. Stojković 84' (g.p.) | Público: 45,789 Árbitro: André Daina   |

| 19 de junho de 1984 | Dinamarca                                    | 3 – 2     | Bélgica                         | Stade de la Meinau, Estrasburgo       |
| 20:30               | Arnesen 41' (g.p.) · Brylle 60' · Elkjær 84' | Relatório | Ceulemans 26' · Vercauteren 39' | Público: 36,911 Árbitro: Adolf Prokop |

### Grupo B
| Selecção           | J | V | E | D | GM | GS | +/- | Pts |
| ------------------ | - | - | - | - | -- | -- | --- | --- |
| Espanha            | 3 | 1 | 2 | 0 | 3  | 2  | +1  | 4   |
| Portugal           | 3 | 1 | 2 | 0 | 2  | 1  | +1  | 4   |
| Alemanha Ocidental | 3 | 1 | 1 | 1 | 2  | 2  | 0   | 3   |
| Romênia            | 3 | 0 | 1 | 2 | 2  | 4  | −2  | 1   |

| 14 de junho de 1984 | Alemanha Ocidental | 0 – 0     | Portugal | Stade de la Meinau, Estrasburgo           |
| 17:15               |                    | Relatório |          | Público: 47,950 Árbitro: Romualdas Yushka |

| 14 de junho de 1984 | Romênia    | 1 – 1     | Espanha             | Stade Geoffroy-Guichard, Saint-Etienne |
| 20:30               | Bölöni 35' | Relatório | Carrasco 22' (g.p.) | Público: 17,102 Árbitro: Alexis Ponnet |

| 17 de junho de 1984 | Alemanha Ocidental | 2 – 1     | Romênia   | Stade Félix Bollaert, Lens          |
| 17:15               | Völler 25' 66'     | Relatório | Coras 46' | Público: 31,803 Árbitro: Jan Keizer |

| 17 de junho de 1984 | Portugal  | 1 – 1     | Espanha        | Stade Vélodrome, Marselha               |
| 20:30               | Sousa 52' | Relatório | Santillana 73' | Público: 30,000 Árbitro: Michel Vautrot |

| 20 de junho de 1984 | Alemanha Ocidental | 0 – 1     | Espanha    | Estádio Parc des Princes, Paris           |
| 20:30               |                    | Relatório | Maceda 90' | Público: 47,691 Árbitro: Vojtěch Christov |

| 20 de junho de 1984 | Portugal | 1 – 0     | Romênia | Stade de la Beaujoire, Nantes          |
| 20:30               | Nené 81' | Relatório |         | Público: 24,266 Árbitro: Heinz Fahnler |

## Fases finais
|  | Semifinal              | Semifinal |   |  | Final               | Final |  |
|  |                        |           |   |  |                     |       |  |
|  | 23 de Junho – Marselha |           |   |  |                     |       |  |
|  | França (a.p.)          | 3         |   |  |                     |       |  |
|  | Portugal               | 2         |   |  |                     |       |  |
|  |                        |           |   |  |                     |       |  |
|  |                        |           |   |  | 27 de Junho – Paris |       |  |
|  |                        |           |   |  | França              | 2     |  |
|  |                        | Espanha   | 0 |  |                     |       |  |
|  |                        |           |   |  |                     |       |  |
|  |                        |           |   |  |                     |       |  |
|  |                        |           |   |  |                     |       |  |
|  | 24 de Junho - Lyon     |           |   |  |                     |       |  |
|  | Espanha (g.p.)         | 1 (5)     |   |  |                     |       |  |
|  | Dinamarca              | 1 (4)     |   |  |                     |       |  |

### Semi-finais
| 23 de junho de 1984 Histórico | França                           | 3 – 2 (a.p.) | Portugal       | Stade Vélodrome, Marseille             |
| 20:00                         | Domergue 24' 114' · Platini 119' | Relatório    | Jordão 74' 98' | Público: 54,848 Árbitro: Paolo Bergamo |

| 24 de junho de 1984 | Espanha    | 1 – 1 (a.p.) | Dinamarca | Stade de Gerland, Lyon                   |
| 20:00               | Maceda 67' | Relatório    | Lerby 7'  | Público: 47,483 Árbitro: George Courtney |

|                                                |       | Penalidades                       |  |
| Santillana Señor Urquiaga Víctor Muñoz Sarabia | 5 – 4 | Larsen Olsen Laudrup Lerby Elkjær |  |

### Final
| 27 de junho de 1984 | França                    | 2 – 0     | Espanha | Parc des Princes, Paris                   |
| 20:00               | Platini 57' · Bellone 90' | Relatório |         | Público: 47,368 Árbitro: Vojtěch Christov |

## Premiações

### Campeões
| Campeonato Europeu de Futebol de 1984 |
| ------------------------------------- |
| FRANÇA Campeão (1º título)            |

### Melhores do torneio
De acordo com a UEFA, os melhores jogadores do Euro 1984 foram:
| Guarda-Redes      | Defesas                                                  | Médios                                                                  | Avançados   |
| ----------------- | -------------------------------------------------------- | ----------------------------------------------------------------------- | ----------- |
| Harald Schumacher | Morten Olsen João Pinto Andreas Brehme Karlheinz Förster | Jean Tigana Alain Giresse Michel Platini Fernando Chalana Frank Arnesen | Rudi Völler |